# Torneo di Wimbledon 2012 - Qualificazioni singolare maschile
Le qualificazioni del singolare maschile del Torneo di Wimbledon 2012 sono state un torneo di tennis preliminare per accedere alla fase finale della manifestazione. I vincitori dell'ultimo turno sono entrati di diritto nel tabellone principale. In caso di ritiro di uno o più giocatori aventi diritto a questi sono subentrati i lucky loser, ossia i giocatori che hanno perso nell'ultimo turno ma che avevano una classifica più alta rispetto agli altri partecipanti che avevano comunque perso nel turno finale.

## Teste di serie
1. Jürgen Zopp (qualificato)
2. Daniel Brands (primo turno)
3. Frederico Gil (primo turno)
4. Michael Russell (qualificato)
5. Jesse Levine (qualificato)
6. Rogério Dutra da Silva (primo turno)
7. Michael Berrer (primo turno)
8. Rajeev Ram (ultimo turno)
9. Simone Bolelli (qualificato)
10. Roberto Bautista Agut (ultimo turno)
11. Brian Baker (qualificato)
12. Daniel Gimeno Traver (primo turno)
13. Alessandro Giannessi (secondo turno)
14. Bobby Reynolds (primo turno)
15. Daniel Muñoz de la Nava (primo turno)
16. Aljaž Bedene (primo turno)

1. Marco Chiudinelli (secondo turno)
2. Ruben Bemelmans (qualificato)
3. Tejmuraz Gabašvili (secondo turno)
4. Wayne Odesnik (ultimo turno, Lucky Loser)
5. Ryan Sweeting (qualificato)
6. Florent Serra (qualificato)
7. Arnaud Clément (primo turno)
8. Jerzy Janowicz (qualificato)
9. Marsel İlhan (secondo turno)
10. Rik De Voest (primo turno)
11. Thiago Alves (secondo turno)
12. João Sousa (secondo turno)
13. Augustin Gensse (primo turno)
14. Antonio Veić (primo turno)
15. Íñigo Cervantes (qualificato)
16. Andrej Kuznecov (qualificato)

## Qualificati
1. Jürgen Zopp
2. Adrián Menéndez Maceiras
3. Guillaume Rufin
4. Michael Russell
5. Jesse Levine
6. Florent Serra
7. Ryan Sweeting
8. Dustin Brown

1. Simone Bolelli
2. Wang Yeu-tzuoo
3. Brian Baker
4. Kenny de Schepper
5. Ruben Bemelmans
6. Íñigo Cervantes
7. Jerzy Janowicz
8. Andrej Kuznecov

## Lucky Losers
1. Wayne Odesnik

## Tabellone qualificazioni

### Legenda
| - Q = Qualificato - WC = Wild card - LL = Lucky loser | - ALT = Alternate - SE = Special Exempt - PR = Protected Ranking | - w/o = Walkover - r = Ritirato - d = Squalificato |

### Sezione 1
|  | Primo turno   | Primo turno        | Primo turno        | Primo turno        | Primo turno        | Primo turno | Primo turno |  |  | Secondo turno      | Secondo turno      | Secondo turno      | Secondo turno      | Secondo turno      | Secondo turno | Secondo turno |   |   | Terzo turno | Terzo turno | Terzo turno | Terzo turno | Terzo turno | Terzo turno | Terzo turno |  |
|  |               |                    |                    |                    |                    |             |             |  |  |                    |                    |                    |                    |                    |               |               |   |   |             |             |             |             |             |             |             |  |
|  | 1             | Jürgen Zopp        | Jürgen Zopp        | Jürgen Zopp        | Jürgen Zopp        | 6           | 6           |  |  |                    |                    |                    |                    |                    |               |               |   |   |             |             |             |             |             |             |             |  |
|  |               | Guillermo Olaso    | Guillermo Olaso    | Guillermo Olaso    | Guillermo Olaso    | 4           | 4           |  |  | Jürgen Zopp        | Jürgen Zopp        | Jürgen Zopp        | Jürgen Zopp        | Jürgen Zopp        | 7             | 7             |   |   |             |             |             |             |             |             |             |  |
|  |               | Benjamin Mitchell  | Benjamin Mitchell  | Benjamin Mitchell  | 64                 | 6           | 3           |  |  | Chris Eaton        | Chris Eaton        | Chris Eaton        | Chris Eaton        | Chris Eaton        | 67            | 6             |   |   |             |             |             |             |             |             |             |  |
|  | WC            | Chris Eaton        | Chris Eaton        | Chris Eaton        | 7                  | 4           | 6           |  |  |                    |                    |                    |                    |                    |               |               |   |   | Jürgen Zopp | Jürgen Zopp | Jürgen Zopp | 6           | 6           | 4           | 7           |  |
|  | Dušan Lojda   | Dušan Lojda        | Dušan Lojda        | Dušan Lojda        | Dušan Lojda        | 64          | 1           |  |  |                    |                    | Izak van der Merwe | Izak van der Merwe | Izak van der Merwe | 4             | 1             | 6 | 5 |             |             |             |             |             |             |             |  |
|  | Damir Džumhur | Damir Džumhur      | Damir Džumhur      | Damir Džumhur      | Damir Džumhur      | 7           | 6           |  |  | Damir Džumhur      | Damir Džumhur      | Damir Džumhur      | Damir Džumhur      | Damir Džumhur      | 3             | 3             |   |   |             |             |             |             |             |             |             |  |
|  |               | Izak van der Merwe | Izak van der Merwe | Izak van der Merwe | Izak van der Merwe | 6           | 7           |  |  | Izak van der Merwe | Izak van der Merwe | Izak van der Merwe | Izak van der Merwe | Izak van der Merwe | 6             | 6             |   |   |             |             |             |             |             |             |             |  |
|  | 29            | Augustin Gensse    | Augustin Gensse    | Augustin Gensse    | Augustin Gensse    | 3           | 65          |  |  |                    |                    |                    |                    |                    |               |               |   |   |             |             |             |             |             |             |             |  |

### Sezione 2
|  | Primo turno              | Primo turno              | Primo turno              | Primo turno              | Primo turno     | Primo turno | Primo turno |  |  | Secondo turno            | Secondo turno            | Secondo turno            | Secondo turno            | Secondo turno            | Secondo turno | Secondo turno |   |   | Terzo turno  | Terzo turno  | Terzo turno  | Terzo turno | Terzo turno | Terzo turno | Terzo turno |  |
|  |                          |                          |                          |                          |                 |             |             |  |  |                          |                          |                          |                          |                          |               |               |   |   |              |              |              |             |             |             |             |  |
|  | 2                        | Daniel Brands            | Daniel Brands            | Daniel Brands            | Daniel Brands   | 4           | 4           |  |  |                          |                          |                          |                          |                          |               |               |   |   |              |              |              |             |             |             |             |  |
|  |                          | Iván Navarro             | Iván Navarro             | Iván Navarro             | Iván Navarro    | 6           | 6           |  |  | Iván Navarro             | Iván Navarro             | Iván Navarro             | Iván Navarro             | Iván Navarro             | 6             | 6             |   |   |              |              |              |             |             |             |             |  |
|  | Michael Yani             | Michael Yani             | Michael Yani             | Michael Yani             | 3               | 6           | 6           |  |  | Michael Yani             | Michael Yani             | Michael Yani             | Michael Yani             | Michael Yani             | 3             | 3             |   |   |              |              |              |             |             |             |             |  |
|  | Philipp Oswald           | Philipp Oswald           | Philipp Oswald           | Philipp Oswald           | 6               | 2           | 4           |  |  |                          |                          |                          |                          |                          |               |               |   |   | Iván Navarro | Iván Navarro | Iván Navarro | 5           | 3           | 6           | 4           |  |
|  | Adrián Menéndez Maceiras | Adrián Menéndez Maceiras | Adrián Menéndez Maceiras | Adrián Menéndez Maceiras | 4               | 7           | 10          |  |  |                          |                          | Adrián Menéndez Maceiras | Adrián Menéndez Maceiras | Adrián Menéndez Maceiras | 7             | 6             | 3 | 6 |              |              |              |             |             |             |             |  |
|  | Jan Hernych              | Jan Hernych              | Jan Hernych              | Jan Hernych              | 6               | 610         | 8           |  |  | Adrián Menéndez Maceiras | Adrián Menéndez Maceiras | Adrián Menéndez Maceiras | Adrián Menéndez Maceiras | Adrián Menéndez Maceiras | 6             | 7             |   |   |              |              |              |             |             |             |             |  |
|  |                          | Stefano Galvani          | Stefano Galvani          | Stefano Galvani          | Stefano Galvani | 4           | 3           |  |  | João Sousa               | João Sousa               | João Sousa               | João Sousa               | João Sousa               | 2             | 6             |   |   |              |              |              |             |             |             |             |  |
|  | 28                       | João Sousa               | João Sousa               | João Sousa               | João Sousa      | 6           | 6           |  |  |                          |                          |                          |                          |                          |               |               |   |   |              |              |              |             |             |             |             |  |

### Sezione 3
|  | Primo turno     | Primo turno     | Primo turno     | Primo turno     | Primo turno     | Primo turno | Primo turno |  |  | Secondo turno   | Secondo turno   | Secondo turno   | Secondo turno   | Secondo turno   | Secondo turno | Secondo turno |   |   | Terzo turno | Terzo turno | Terzo turno | Terzo turno | Terzo turno | Terzo turno | Terzo turno |  |
|  |                 |                 |                 |                 |                 |             |             |  |  |                 |                 |                 |                 |                 |               |               |   |   |             |             |             |             |             |             |             |  |
|  | 3               | Frederico Gil   | Frederico Gil   | Frederico Gil   | 5               | 6           | 3           |  |  |                 |                 |                 |                 |                 |               |               |   |   |             |             |             |             |             |             |             |  |
|  |                 | JD de Veigy     | JD de Veigy     | JD de Veigy     | 7               | 4           | 6           |  |  | JD de Veigy     | JD de Veigy     | JD de Veigy     | JD de Veigy     | JD de Veigy     | 6             | 7             |   |   |             |             |             |             |             |             |             |  |
|  | WC              | Liam Broady     | Liam Broady     | Liam Broady     | Liam Broady     | 65          | 4           |  |  | Thomas Fabbiano | Thomas Fabbiano | Thomas Fabbiano | Thomas Fabbiano | Thomas Fabbiano | 3             | 65            |   |   |             |             |             |             |             |             |             |  |
|  |                 | Thomas Fabbiano | Thomas Fabbiano | Thomas Fabbiano | Thomas Fabbiano | 7           | 6           |  |  |                 |                 |                 |                 |                 |               |               |   |   | JD de Veigy | JD de Veigy | 4           | 7           | 7           | 3           | 4           |  |
|  | Amir Weintraub  | Amir Weintraub  | Amir Weintraub  | Amir Weintraub  | 4               | 7           | 3           |  |  |                 |                 | Guillaume Rufin | Guillaume Rufin | 6               | 64            | 65            | 6 | 6 |             |             |             |             |             |             |             |  |
|  | Guillaume Rufin | Guillaume Rufin | Guillaume Rufin | Guillaume Rufin | 6               | 5           | 6           |  |  | Guillaume Rufin | Guillaume Rufin | Guillaume Rufin | Guillaume Rufin | Guillaume Rufin | 6             | 6             |   |   |             |             |             |             |             |             |             |  |
|  |                 | Danai Udomchoke | Danai Udomchoke | Danai Udomchoke | 6               | 3           | 4           |  |  | Marsel İlhan    | Marsel İlhan    | Marsel İlhan    | Marsel İlhan    | Marsel İlhan    | 4             | 4             |   |   |             |             |             |             |             |             |             |  |
|  | 25              | Marsel İlhan    | Marsel İlhan    | Marsel İlhan    | 3               | 6           | 6           |  |  |                 |                 |                 |                 |                 |               |               |   |   |             |             |             |             |             |             |             |  |

### Sezione 4
|  | Primo turno           | Primo turno           | Primo turno           | Primo turno           | Primo turno           | Primo turno | Primo turno |  |  | Secondo turno         | Secondo turno         | Secondo turno         | Secondo turno         | Secondo turno         | Secondo turno | Secondo turno |   |   | Terzo turno     | Terzo turno     | Terzo turno | Terzo turno | Terzo turno | Terzo turno | Terzo turno |  |
|  |                       |                       |                       |                       |                       |             |             |  |  |                       |                       |                       |                       |                       |               |               |   |   |                 |                 |             |             |             |             |             |  |
|  | 4                     | Michael Russell       | Michael Russell       | Michael Russell       | Michael Russell       | 6           | 6           |  |  |                       |                       |                       |                       |                       |               |               |   |   |                 |                 |             |             |             |             |             |  |
|  |                       | Michael Lammer        | Michael Lammer        | Michael Lammer        | Michael Lammer        | 1           | 1           |  |  | Michael Russell       | Michael Russell       | Michael Russell       | Michael Russell       | Michael Russell       | 6             | 6             |   |   |                 |                 |             |             |             |             |             |  |
|  | Pedro Sousa           | Pedro Sousa           | Pedro Sousa           | Pedro Sousa           | Pedro Sousa           | 4           | 64          |  |  | Andreas Haider-Maurer | Andreas Haider-Maurer | Andreas Haider-Maurer | Andreas Haider-Maurer | Andreas Haider-Maurer | 3             | 4             |   |   |                 |                 |             |             |             |             |             |  |
|  | Andreas Haider-Maurer | Andreas Haider-Maurer | Andreas Haider-Maurer | Andreas Haider-Maurer | Andreas Haider-Maurer | 6           | 7           |  |  |                       |                       |                       |                       |                       |               |               |   |   | Michael Russell | Michael Russell | 6           | 4           | 6           | 4           | 6           |  |
|  | Gianluca Naso         | Gianluca Naso         | Gianluca Naso         | Gianluca Naso         | 0                     | 7           | 4           |  |  |                       |                       | Yūichi Sugita         | Yūichi Sugita         | 3                     | 6             | 3             | 6 | 2 |                 |                 |             |             |             |             |             |  |
|  | Yūichi Sugita         | Yūichi Sugita         | Yūichi Sugita         | Yūichi Sugita         | 6                     | 65          | 6           |  |  | Yūichi Sugita         | Yūichi Sugita         | Yūichi Sugita         | Yūichi Sugita         | Yūichi Sugita         | 6             | 6             |   |   |                 |                 |             |             |             |             |             |  |
|  |                       | Yang Tsung-hua        | Yang Tsung-hua        | Yang Tsung-hua        | 6                     | 7           | 4           |  |  | Thiago Alves          | Thiago Alves          | Thiago Alves          | Thiago Alves          | Thiago Alves          | 2             | 1             |   |   |                 |                 |             |             |             |             |             |  |
|  | 27                    | Thiago Alves          | Thiago Alves          | Thiago Alves          | 7                     | 64          | 6           |  |  |                       |                       |                       |                       |                       |               |               |   |   |                 |                 |             |             |             |             |             |  |

### Sezione 5
|  | Primo turno    | Primo turno        | Primo turno        | Primo turno        | Primo turno        | Primo turno | Primo turno |  |  | Secondo turno  | Secondo turno  | Secondo turno  | Secondo turno  | Secondo turno  | Secondo turno | Secondo turno |   |   | Terzo turno  | Terzo turno  | Terzo turno  | Terzo turno  | Terzo turno | Terzo turno | Terzo turno |  |
|  |                |                    |                    |                    |                    |             |             |  |  |                |                |                |                |                |               |               |   |   |              |              |              |              |             |             |             |  |
|  | 5              | Jesse Levine       | Jesse Levine       | Jesse Levine       | 6                  | 2           | 10          |  |  |                |                |                |                |                |               |               |   |   |              |              |              |              |             |             |             |  |
|  |                | Adrian Mannarino   | Adrian Mannarino   | Adrian Mannarino   | 3                  | 6           | 8           |  |  | Jesse Levine   | Jesse Levine   | Jesse Levine   | Jesse Levine   | 7              | 62            | 6             |   |   |              |              |              |              |             |             |             |  |
|  |                | Hiroki Moriya      | Hiroki Moriya      | Hiroki Moriya      | Hiroki Moriya      | 6           | 6           |  |  | Hiroki Moriya  | Hiroki Moriya  | Hiroki Moriya  | Hiroki Moriya  | 5              | 7             | 0             |   |   |              |              |              |              |             |             |             |  |
|  | WC             | Richard Bloomfield | Richard Bloomfield | Richard Bloomfield | Richard Bloomfield | 4           | 4           |  |  |                |                |                |                |                |               |               |   |   | Jesse Levine | Jesse Levine | Jesse Levine | Jesse Levine | 7           | 6           | 6           |  |
|  | Peter Polansky | Peter Polansky     | Peter Polansky     | Peter Polansky     | Peter Polansky     | 6           | 6           |  |  |                |                | Wayne Odesnik  | Wayne Odesnik  | Wayne Odesnik  | Wayne Odesnik | 63            | 1 | 2 |              |              |              |              |             |             |             |  |
|  | Pablo Galdón   | Pablo Galdón       | Pablo Galdón       | Pablo Galdón       | Pablo Galdón       | 4           | 1           |  |  | Peter Polansky | Peter Polansky | Peter Polansky | Peter Polansky | Peter Polansky | 65            | 3             |   |   |              |              |              |              |             |             |             |  |
|  |                | Filip Krajinović   | Filip Krajinović   | Filip Krajinović   | 6                  | 4           | 2           |  |  | Wayne Odesnik  | Wayne Odesnik  | Wayne Odesnik  | Wayne Odesnik  | Wayne Odesnik  | 7             | 6             |   |   |              |              |              |              |             |             |             |  |
|  | 20             | Wayne Odesnik      | Wayne Odesnik      | Wayne Odesnik      | 3                  | 6           | 6           |  |  |                |                |                |                |                |               |               |   |   |              |              |              |              |             |             |             |  |

### Sezione 6
|  | Primo turno          | Primo turno            | Primo turno            | Primo turno            | Primo turno            | Primo turno | Primo turno |  |  | Secondo turno | Secondo turno | Secondo turno | Secondo turno | Secondo turno | Secondo turno | Secondo turno |    |   | Terzo turno  | Terzo turno  | Terzo turno | Terzo turno | Terzo turno | Terzo turno | Terzo turno |  |
|  |                      |                        |                        |                        |                        |             |             |  |  |               |               |               |               |               |               |               |    |   |              |              |             |             |             |             |             |  |
|  | 6                    | Rogério Dutra da Silva | Rogério Dutra da Silva | Rogério Dutra da Silva | Rogério Dutra da Silva | 65          | 4           |  |  |               |               |               |               |               |               |               |    |   |              |              |             |             |             |             |             |  |
|  |                      | Tim Smyczek            | Tim Smyczek            | Tim Smyczek            | Tim Smyczek            | 7           | 6           |  |  | Tim Smyczek   | Tim Smyczek   | Tim Smyczek   | Tim Smyczek   | 6             | 3             | 6             |    |   |              |              |             |             |             |             |             |  |
|  | Matteo Viola         | Matteo Viola           | Matteo Viola           | Matteo Viola           | 3                      | 7           | 6           |  |  | Matteo Viola  | Matteo Viola  | Matteo Viola  | Matteo Viola  | 3             | 6             | 8             |    |   |              |              |             |             |             |             |             |  |
|  | Aleksandr Kudrjavcev | Aleksandr Kudrjavcev   | Aleksandr Kudrjavcev   | Aleksandr Kudrjavcev   | 6                      | 63          | 2           |  |  |               |               |               |               |               |               |               |    |   | Matteo Viola | Matteo Viola | 6           | 4           | 65          | 7           | 4           |  |
|  | Romain Jouan         | Romain Jouan           | Romain Jouan           | Romain Jouan           | 6                      | 2           | 6           |  |  |               |               | Florent Serra | Florent Serra | 4             | 6             | 7             | 68 | 6 |              |              |             |             |             |             |             |  |
|  | Miša Zverev          | Miša Zverev            | Miša Zverev            | Miša Zverev            | 4                      | 6           | 3           |  |  | Romain Jouan  | Romain Jouan  | Romain Jouan  | Romain Jouan  | 5             | 6             | 3             |    |   |              |              |             |             |             |             |             |  |
|  |                      | Agustín Velotti        | Agustín Velotti        | Agustín Velotti        | Agustín Velotti        | 1           | 1           |  |  | Florent Serra | Florent Serra | Florent Serra | Florent Serra | 7             | 3             | 6             |    |   |              |              |             |             |             |             |             |  |
|  | 22                   | Florent Serra          | Florent Serra          | Florent Serra          | Florent Serra          | 6           | 6           |  |  |               |               |               |               |               |               |               |    |   |              |              |             |             |             |             |             |  |

### Sezione 7
|  | Primo turno  | Primo turno     | Primo turno     | Primo turno     | Primo turno     | Primo turno | Primo turno |  |  | Secondo turno   | Secondo turno   | Secondo turno   | Secondo turno   | Secondo turno   | Secondo turno | Secondo turno |   |   | Terzo turno   | Terzo turno   | Terzo turno | Terzo turno | Terzo turno | Terzo turno | Terzo turno |  |
|  |              |                 |                 |                 |                 |             |             |  |  |                 |                 |                 |                 |                 |               |               |   |   |               |               |             |             |             |             |             |  |
|  | 7            | Michael Berrer  | Michael Berrer  | Michael Berrer  | 6               | 6           | 1           |  |  |                 |                 |                 |                 |                 |               |               |   |   |               |               |             |             |             |             |             |  |
|  |              | Peter Torebko   | Peter Torebko   | Peter Torebko   | 7               | 4           | 6           |  |  | Peter Torebko   | Peter Torebko   | Peter Torebko   | Peter Torebko   | 64              | 6             | 6             |   |   |               |               |             |             |             |             |             |  |
|  | Javier Martí | Javier Martí    | Javier Martí    | Javier Martí    | Javier Martí    | 64          | 4           |  |  | Robert Farah    | Robert Farah    | Robert Farah    | Robert Farah    | 7               | 4             | 4             |   |   |               |               |             |             |             |             |             |  |
|  | Robert Farah | Robert Farah    | Robert Farah    | Robert Farah    | Robert Farah    | 7           | 6           |  |  |                 |                 |                 |                 |                 |               |               |   |   | Peter Torebko | Peter Torebko | 6           | 6           | 63          | 5           | 4           |  |
|  |              | Stéphane Robert | Stéphane Robert | Stéphane Robert | Stéphane Robert | 6           | 6           |  |  |                 |                 | Ryan Sweeting   | Ryan Sweeting   | 3               | 1             | 7             | 7 | 6 |               |               |             |             |             |             |             |  |
|  | WC           | Edward Corrie   | Edward Corrie   | Edward Corrie   | Edward Corrie   | 4           | 3           |  |  | Stéphane Robert | Stéphane Robert | Stéphane Robert | Stéphane Robert | Stéphane Robert | 4             | 2             |   |   |               |               |             |             |             |             |             |  |
|  |              | Alex Kuznetsov  | Alex Kuznetsov  | Alex Kuznetsov  | 6               | 5           | 3           |  |  | Ryan Sweeting   | Ryan Sweeting   | Ryan Sweeting   | Ryan Sweeting   | Ryan Sweeting   | 6             | 6             |   |   |               |               |             |             |             |             |             |  |
|  | 21           | Ryan Sweeting   | Ryan Sweeting   | Ryan Sweeting   | 4               | 7           | 6           |  |  |                 |                 |                 |                 |                 |               |               |   |   |               |               |             |             |             |             |             |  |

### Sezione 8
|  | Primo turno      | Primo turno        | Primo turno        | Primo turno        | Primo turno        | Primo turno | Primo turno |  |  | Secondo turno     | Secondo turno     | Secondo turno     | Secondo turno     | Secondo turno     | Secondo turno | Secondo turno |   |   | Terzo turno | Terzo turno | Terzo turno | Terzo turno | Terzo turno | Terzo turno | Terzo turno |  |
|  |                  |                    |                    |                    |                    |             |             |  |  |                   |                   |                   |                   |                   |               |               |   |   |             |             |             |             |             |             |             |  |
|  | 8                | Rajeev Ram         | Rajeev Ram         | Rajeev Ram         | Rajeev Ram         | 6           | 6           |  |  |                   |                   |                   |                   |                   |               |               |   |   |             |             |             |             |             |             |             |  |
|  |                  | Máximo González    | Máximo González    | Máximo González    | Máximo González    | 2           | 3           |  |  | Rajeev Ram        | Rajeev Ram        | Rajeev Ram        | Rajeev Ram        | Rajeev Ram        | 7             | 6             |   |   |             |             |             |             |             |             |             |  |
|  | Martín Alund     | Martín Alund       | Martín Alund       | Martín Alund       | Martín Alund       | 63          | 65          |  |  | Carlos Salamanca  | Carlos Salamanca  | Carlos Salamanca  | Carlos Salamanca  | Carlos Salamanca  | 6             | 4             |   |   |             |             |             |             |             |             |             |  |
|  | Carlos Salamanca | Carlos Salamanca   | Carlos Salamanca   | Carlos Salamanca   | Carlos Salamanca   | 7           | 7           |  |  |                   |                   |                   |                   |                   |               |               |   |   | Rajeev Ram  | Rajeev Ram  | Rajeev Ram  | 6           | 3           | 4           | 4           |  |
|  | Dustin Brown     | Dustin Brown       | Dustin Brown       | Dustin Brown       | Dustin Brown       | 6           | 2           |  |  |                   |                   | Dustin Brown      | Dustin Brown      | Dustin Brown      | 4             | 6             | 6 | 6 |             |             |             |             |             |             |             |  |
|  | Thomas Schoorel  | Thomas Schoorel    | Thomas Schoorel    | Thomas Schoorel    | Thomas Schoorel    | 3           | 2r          |  |  | Dustin Brown      | Dustin Brown      | Dustin Brown      | Dustin Brown      | Dustin Brown      | 6             | 6             |   |   |             |             |             |             |             |             |             |  |
|  | WC               | Andrew Fitzpatrick | Andrew Fitzpatrick | Andrew Fitzpatrick | Andrew Fitzpatrick | 3           | 4           |  |  | Marco Chiudinelli | Marco Chiudinelli | Marco Chiudinelli | Marco Chiudinelli | Marco Chiudinelli | 4             | 0             |   |   |             |             |             |             |             |             |             |  |
|  | 17               | Marco Chiudinelli  | Marco Chiudinelli  | Marco Chiudinelli  | Marco Chiudinelli  | 6           | 6           |  |  |                   |                   |                   |                   |                   |               |               |   |   |             |             |             |             |             |             |             |  |

### Sezione 9
|  | Primo turno    | Primo turno       | Primo turno       | Primo turno       | Primo turno       | Primo turno | Primo turno |  |  | Secondo turno  | Secondo turno  | Secondo turno  | Secondo turno  | Secondo turno  | Secondo turno | Secondo turno |   |   | Terzo turno    | Terzo turno    | Terzo turno    | Terzo turno    | Terzo turno | Terzo turno | Terzo turno |  |
|  |                |                   |                   |                   |                   |             |             |  |  |                |                |                |                |                |               |               |   |   |                |                |                |                |             |             |             |  |
|  | 9              | Simone Bolelli    | Simone Bolelli    | Simone Bolelli    | Simone Bolelli    | 7           | 6           |  |  |                |                |                |                |                |               |               |   |   |                |                |                |                |             |             |             |  |
|  |                | Grégoire Burquier | Grégoire Burquier | Grégoire Burquier | Grégoire Burquier | 67          | 4           |  |  | Simone Bolelli | Simone Bolelli | Simone Bolelli | Simone Bolelli | Simone Bolelli | 6             | 6             |   |   |                |                |                |                |             |             |             |  |
|  | Martin Fischer | Martin Fischer    | Martin Fischer    | Martin Fischer    | 6                 | 6           | 6           |  |  | Martin Fischer | Martin Fischer | Martin Fischer | Martin Fischer | Martin Fischer | 3             | 4             |   |   |                |                |                |                |             |             |             |  |
|  | Stefan Seifert | Stefan Seifert    | Stefan Seifert    | Stefan Seifert    | 7                 | 3           | 2           |  |  |                |                |                |                |                |               |               |   |   | Simone Bolelli | Simone Bolelli | Simone Bolelli | Simone Bolelli | 7           | 6           | 6           |  |
|  | Simon Greul    | Simon Greul       | Simon Greul       | Simon Greul       | Simon Greul       | 7           | 6           |  |  |                |                | Maxime Authom  | Maxime Authom  | Maxime Authom  | Maxime Authom | 5             | 3 | 4 |                |                |                |                |             |             |             |  |
|  | Gastão Elias   | Gastão Elias      | Gastão Elias      | Gastão Elias      | Gastão Elias      | 6           | 2           |  |  | Simon Greul    | Simon Greul    | Simon Greul    | Simon Greul    | Simon Greul    | 2             | 2             |   |   |                |                |                |                |             |             |             |  |
|  |                | Maxime Authom     | Maxime Authom     | Maxime Authom     | 6                 | 1           | 6           |  |  | Maxime Authom  | Maxime Authom  | Maxime Authom  | Maxime Authom  | Maxime Authom  | 6             | 6             |   |   |                |                |                |                |             |             |             |  |
|  | 26             | Rik De Voest      | Rik De Voest      | Rik De Voest      | 3                 | 6           | 3           |  |  |                |                |                |                |                |               |               |   |   |                |                |                |                |             |             |             |  |

### Sezione 10
|  | Primo turno    | Primo turno           | Primo turno           | Primo turno           | Primo turno           | Primo turno | Primo turno |  |  | Secondo turno         | Secondo turno         | Secondo turno         | Secondo turno         | Secondo turno         | Secondo turno  | Secondo turno |   |   | Terzo turno           | Terzo turno           | Terzo turno           | Terzo turno           | Terzo turno | Terzo turno | Terzo turno |  |
|  |                |                       |                       |                       |                       |             |             |  |  |                       |                       |                       |                       |                       |                |               |   |   |                       |                       |                       |                       |             |             |             |  |
|  | 10             | Roberto Bautista Agut | Roberto Bautista Agut | Roberto Bautista Agut | Roberto Bautista Agut | 6           | 6           |  |  |                       |                       |                       |                       |                       |                |               |   |   |                       |                       |                       |                       |             |             |             |  |
|  | WC             | Luke Bambridge        | Luke Bambridge        | Luke Bambridge        | Luke Bambridge        | 1           | 2           |  |  | Roberto Bautista Agut | Roberto Bautista Agut | Roberto Bautista Agut | Roberto Bautista Agut | Roberto Bautista Agut | 6              | 7             |   |   |                       |                       |                       |                       |             |             |             |  |
|  | Robby Ginepri  | Robby Ginepri         | Robby Ginepri         | Robby Ginepri         | 6                     | 2           | 4           |  |  | Serhij Bubka          | Serhij Bubka          | Serhij Bubka          | Serhij Bubka          | Serhij Bubka          | 3              | 64            |   |   |                       |                       |                       |                       |             |             |             |  |
|  | Serhij Bubka   | Serhij Bubka          | Serhij Bubka          | Serhij Bubka          | 4                     | 6           | 6           |  |  |                       |                       |                       |                       |                       |                |               |   |   | Roberto Bautista Agut | Roberto Bautista Agut | Roberto Bautista Agut | Roberto Bautista Agut | 0           | 65          | 5           |  |
|  | Wang Yeu-tzuoo | Wang Yeu-tzuoo        | Wang Yeu-tzuoo        | Wang Yeu-tzuoo        | Wang Yeu-tzuoo        | 6           | 6           |  |  |                       |                       | Wang Yeu-tzuoo        | Wang Yeu-tzuoo        | Wang Yeu-tzuoo        | Wang Yeu-tzuoo | 6             | 7 | 7 |                       |                       |                       |                       |             |             |             |  |
|  | Dušan Lajović  | Dušan Lajović         | Dušan Lajović         | Dušan Lajović         | Dušan Lajović         | 4           | 1           |  |  | Wang Yeu-tzuoo        | Wang Yeu-tzuoo        | Wang Yeu-tzuoo        | Wang Yeu-tzuoo        | 65                    | 6              | 6             |   |   |                       |                       |                       |                       |             |             |             |  |
|  |                | Yannick Mertens       | Yannick Mertens       | Yannick Mertens       | 7                     | 63          | 3           |  |  | Tejmuraz Gabašvili    | Tejmuraz Gabašvili    | Tejmuraz Gabašvili    | Tejmuraz Gabašvili    | 7                     | 1              | 4             |   |   |                       |                       |                       |                       |             |             |             |  |
|  | 19             | Tejmuraz Gabašvili    | Tejmuraz Gabašvili    | Tejmuraz Gabašvili    | 65                    | 7           | 6           |  |  |                       |                       |                       |                       |                       |                |               |   |   |                       |                       |                       |                       |             |             |             |  |

### Sezione 11
|  | Primo turno      | Primo turno       | Primo turno       | Primo turno       | Primo turno       | Primo turno | Primo turno |  |  | Secondo turno     | Secondo turno     | Secondo turno     | Secondo turno     | Secondo turno     | Secondo turno | Secondo turno |   |   | Terzo turno | Terzo turno | Terzo turno | Terzo turno | Terzo turno | Terzo turno | Terzo turno |  |
|  |                  |                   |                   |                   |                   |             |             |  |  |                   |                   |                   |                   |                   |               |               |   |   |             |             |             |             |             |             |             |  |
|  | 11               | Brian Baker       | Brian Baker       | Brian Baker       | Brian Baker       | 6           | 6           |  |  |                   |                   |                   |                   |                   |               |               |   |   |             |             |             |             |             |             |             |  |
|  |                  | Radu Albot        | Radu Albot        | Radu Albot        | Radu Albot        | 2           | 3           |  |  | Brian Baker       | Brian Baker       | Brian Baker       | Brian Baker       | Brian Baker       | 6             | 6             |   |   |             |             |             |             |             |             |             |  |
|  | Denis Gremelmayr | Denis Gremelmayr  | Denis Gremelmayr  | Denis Gremelmayr  | Denis Gremelmayr  | 7           | 6           |  |  | Denis Gremelmayr  | Denis Gremelmayr  | Denis Gremelmayr  | Denis Gremelmayr  | Denis Gremelmayr  | 2             | 4             |   |   |             |             |             |             |             |             |             |  |
|  | Vincent Millot   | Vincent Millot    | Vincent Millot    | Vincent Millot    | Vincent Millot    | 5           | 3           |  |  |                   |                   |                   |                   |                   |               |               |   |   | Brian Baker | Brian Baker | Brian Baker | 5           | 6           | 6           | 6           |  |
|  | Maxime Teixeira  | Maxime Teixeira   | Maxime Teixeira   | Maxime Teixeira   | Maxime Teixeira   | 6           | 6           |  |  |                   |                   | Maxime Teixeira   | Maxime Teixeira   | Maxime Teixeira   | 7             | 2             | 1 | 2 |             |             |             |             |             |             |             |  |
|  | Jan Mertl        | Jan Mertl         | Jan Mertl         | Jan Mertl         | Jan Mertl         | 3           | 4           |  |  | Maxime Teixeira   | Maxime Teixeira   | Maxime Teixeira   | Maxime Teixeira   | Maxime Teixeira   | 7             | 6             |   |   |             |             |             |             |             |             |             |  |
|  |                  | Laurynas Grigelis | Laurynas Grigelis | Laurynas Grigelis | Laurynas Grigelis | 6           | 6           |  |  | Laurynas Grigelis | Laurynas Grigelis | Laurynas Grigelis | Laurynas Grigelis | Laurynas Grigelis | 6             | 4             |   |   |             |             |             |             |             |             |             |  |
|  | 30               | Antonio Veić      | Antonio Veić      | Antonio Veić      | Antonio Veić      | 2           | 3           |  |  |                   |                   |                   |                   |                   |               |               |   |   |             |             |             |             |             |             |             |  |

### Sezione 12
|  | Primo turno       | Primo turno          | Primo turno          | Primo turno          | Primo turno       | Primo turno | Primo turno |  |  | Secondo turno     | Secondo turno     | Secondo turno     | Secondo turno     | Secondo turno     | Secondo turno     | Secondo turno |   |   | Terzo turno   | Terzo turno   | Terzo turno   | Terzo turno   | Terzo turno | Terzo turno | Terzo turno |  |
|  |                   |                      |                      |                      |                   |             |             |  |  |                   |                   |                   |                   |                   |                   |               |   |   |               |               |               |               |             |             |             |  |
|  | 12                | Daniel Gimeno Traver | Daniel Gimeno Traver | Daniel Gimeno Traver | 3                 | 7           | 4           |  |  |                   |                   |                   |                   |                   |                   |               |   |   |               |               |               |               |             |             |             |  |
|  | WC                | Kyle Edmund          | Kyle Edmund          | Kyle Edmund          | 6                 | 64          | 6           |  |  | Kyle Edmund       | Kyle Edmund       | Kyle Edmund       | Kyle Edmund       | 6                 | 62                | 2             |   |   |               |               |               |               |             |             |             |  |
|  | Victor Crivoi     | Victor Crivoi        | Victor Crivoi        | Victor Crivoi        | Victor Crivoi     | 0           | 1           |  |  | Marcel Felder     | Marcel Felder     | Marcel Felder     | Marcel Felder     | 0                 | 7                 | 6             |   |   |               |               |               |               |             |             |             |  |
|  | Marcel Felder     | Marcel Felder        | Marcel Felder        | Marcel Felder        | Marcel Felder     | 6           | 6           |  |  |                   |                   |                   |                   |                   |                   |               |   |   | Marcel Felder | Marcel Felder | Marcel Felder | Marcel Felder | 3           | 2           | 3           |  |
|  | Mathieu Rodrigues | Mathieu Rodrigues    | Mathieu Rodrigues    | Mathieu Rodrigues    | Mathieu Rodrigues | 4           | 5           |  |  |                   |                   | Kenny de Schepper | Kenny de Schepper | Kenny de Schepper | Kenny de Schepper | 6             | 6 | 6 |               |               |               |               |             |             |             |  |
|  | Ivo Minář         | Ivo Minář            | Ivo Minář            | Ivo Minář            | Ivo Minář         | 6           | 7           |  |  | Ivo Minář         | Ivo Minář         | Ivo Minář         | Ivo Minář         | 3                 | 6                 | 8             |   |   |               |               |               |               |             |             |             |  |
|  |                   | Kenny de Schepper    | Kenny de Schepper    | Kenny de Schepper    | 68                | 7           | 6           |  |  | Kenny de Schepper | Kenny de Schepper | Kenny de Schepper | Kenny de Schepper | 6                 | 3                 | 10            |   |   |               |               |               |               |             |             |             |  |
|  | 23                | Arnaud Clément       | Arnaud Clément       | Arnaud Clément       | 7                 | 65          | 3           |  |  |                   |                   |                   |                   |                   |                   |               |   |   |               |               |               |               |             |             |             |  |

### Sezione 13
|  | Primo turno        | Primo turno          | Primo turno          | Primo turno          | Primo turno          | Primo turno | Primo turno |  |  | Secondo turno        | Secondo turno        | Secondo turno        | Secondo turno        | Secondo turno        | Secondo turno | Secondo turno |   |   | Terzo turno    | Terzo turno    | Terzo turno    | Terzo turno | Terzo turno | Terzo turno | Terzo turno |  |
|  |                    |                      |                      |                      |                      |             |             |  |  |                      |                      |                      |                      |                      |               |               |   |   |                |                |                |             |             |             |             |  |
|  | 13                 | Alessandro Giannessi | Alessandro Giannessi | Alessandro Giannessi | Alessandro Giannessi | 6           | 6           |  |  |                      |                      |                      |                      |                      |               |               |   |   |                |                |                |             |             |             |             |  |
|  |                    | Evgenij Kirillov     | Evgenij Kirillov     | Evgenij Kirillov     | Evgenij Kirillov     | 3           | 4           |  |  | Alessandro Giannessi | Alessandro Giannessi | Alessandro Giannessi | Alessandro Giannessi | Alessandro Giannessi | 65            | 68            |   |   |                |                |                |             |             |             |             |  |
|  | Farruch Dustov     | Farruch Dustov       | Farruch Dustov       | Farruch Dustov       | 4                    | 6           | 7           |  |  | Farruch Dustov       | Farruch Dustov       | Farruch Dustov       | Farruch Dustov       | Farruch Dustov       | 7             | 7             |   |   |                |                |                |             |             |             |             |  |
|  | Josselin Ouanna    | Josselin Ouanna      | Josselin Ouanna      | Josselin Ouanna      | 6                    | 4           | 5           |  |  |                      |                      |                      |                      |                      |               |               |   |   | Farruch Dustov | Farruch Dustov | Farruch Dustov | 3           | 7           | 5           | 1           |  |
|  | Arnau Brugués-Davi | Arnau Brugués-Davi   | Arnau Brugués-Davi   | Arnau Brugués-Davi   | Arnau Brugués-Davi   | 7           | 6           |  |  |                      |                      | Ruben Bemelmans      | Ruben Bemelmans      | Ruben Bemelmans      | 6             | 63            | 7 | 6 |                |                |                |             |             |             |             |  |
|  | Roman Borvanov     | Roman Borvanov       | Roman Borvanov       | Roman Borvanov       | Roman Borvanov       | 62          | 3           |  |  | Arnau Brugués-Davi   | Arnau Brugués-Davi   | Arnau Brugués-Davi   | Arnau Brugués-Davi   | Arnau Brugués-Davi   | 6(1)          | 2             |   |   |                |                |                |             |             |             |             |  |
|  |                    | Evgenij Donskoj      | Evgenij Donskoj      | Evgenij Donskoj      | Evgenij Donskoj      | 2           | 5           |  |  | Ruben Bemelmans      | Ruben Bemelmans      | Ruben Bemelmans      | Ruben Bemelmans      | Ruben Bemelmans      | 7             | 6             |   |   |                |                |                |             |             |             |             |  |
|  | 18                 | Ruben Bemelmans      | Ruben Bemelmans      | Ruben Bemelmans      | Ruben Bemelmans      | 6           | 7           |  |  |                      |                      |                      |                      |                      |               |               |   |   |                |                |                |             |             |             |             |  |

### Sezione 14
|  | Primo turno       | Primo turno       | Primo turno       | Primo turno       | Primo turno     | Primo turno | Primo turno |  |  | Secondo turno     | Secondo turno     | Secondo turno     | Secondo turno     | Secondo turno    | Secondo turno | Secondo turno |   |   | Terzo turno  | Terzo turno  | Terzo turno | Terzo turno | Terzo turno | Terzo turno | Terzo turno |  |
|  |                   |                   |                   |                   |                 |             |             |  |  |                   |                   |                   |                   |                  |               |               |   |   |              |              |             |             |             |             |             |  |
|  | 14                | Bobby Reynolds    | Bobby Reynolds    | Bobby Reynolds    | 3               | 7           | 9           |  |  |                   |                   |                   |                   |                  |               |               |   |   |              |              |             |             |             |             |             |  |
|  |                   | Érik Chvojka      | Érik Chvojka      | Érik Chvojka      | 6               | 5           | 11          |  |  | Érik Chvojka      | Érik Chvojka      | Érik Chvojka      | Érik Chvojka      | Érik Chvojka     | 7             | 7             |   |   |              |              |             |             |             |             |             |  |
|  | Harri Heliövaara  | Harri Heliövaara  | Harri Heliövaara  | Harri Heliövaara  | 2               | 6           | 6           |  |  | Harri Heliövaara  | Harri Heliövaara  | Harri Heliövaara  | Harri Heliövaara  | Harri Heliövaara | 5             | 5             |   |   |              |              |             |             |             |             |             |  |
|  | Júlio Silva       | Júlio Silva       | Júlio Silva       | Júlio Silva       | 6               | 2           | 4           |  |  |                   |                   |                   |                   |                  |               |               |   |   | Érik Chvojka | Érik Chvojka | 7           | 6           | 2           | 63          | 2           |  |
|  | Nikola Ćirić      | Nikola Ćirić      | Nikola Ćirić      | Nikola Ćirić      | 5               | 7           | 9           |  |  |                   |                   | Íñigo Cervantes   | Íñigo Cervantes   | 64               | 4             | 6             | 7 | 6 |              |              |             |             |             |             |             |  |
|  | Marco Trungelliti | Marco Trungelliti | Marco Trungelliti | Marco Trungelliti | 7               | 5           | 11          |  |  | Marco Trungelliti | Marco Trungelliti | Marco Trungelliti | Marco Trungelliti | 6                | 6             | 8             |   |   |              |              |             |             |             |             |             |  |
|  | WC                | George Morgan     | George Morgan     | George Morgan     | George Morgan   | 0           | 4           |  |  | Íñigo Cervantes   | Íñigo Cervantes   | Íñigo Cervantes   | Íñigo Cervantes   | 7                | 3             | 10            |   |   |              |              |             |             |             |             |             |  |
|  | 31                | Íñigo Cervantes   | Íñigo Cervantes   | Íñigo Cervantes   | Íñigo Cervantes | 6           | 6           |  |  |                   |                   |                   |                   |                  |               |               |   |   |              |              |             |             |             |             |             |  |

### Sezione 15
|  | Primo turno     | Primo turno             | Primo turno             | Primo turno             | Primo turno     | Primo turno | Primo turno |  |  | Secondo turno   | Secondo turno   | Secondo turno   | Secondo turno   | Secondo turno   | Secondo turno  | Secondo turno |   |   | Terzo turno | Terzo turno | Terzo turno | Terzo turno | Terzo turno | Terzo turno | Terzo turno |  |
|  |                 |                         |                         |                         |                 |             |             |  |  |                 |                 |                 |                 |                 |                |               |   |   |             |             |             |             |             |             |             |  |
|  | 15              | Daniel Muñoz de la Nava | Daniel Muñoz de la Nava | Daniel Muñoz de la Nava | 6               | 3           | 2           |  |  |                 |                 |                 |                 |                 |                |               |   |   |             |             |             |             |             |             |             |  |
|  |                 | Denis Kudla             | Denis Kudla             | Denis Kudla             | 4               | 6           | 6           |  |  | Denis Kudla     | Denis Kudla     | Denis Kudla     | Denis Kudla     | Denis Kudla     | 6              | 6             |   |   |             |             |             |             |             |             |             |  |
|  | Simone Vagnozzi | Simone Vagnozzi         | Simone Vagnozzi         | Simone Vagnozzi         | 4               | 6           | 6           |  |  | Simone Vagnozzi | Simone Vagnozzi | Simone Vagnozzi | Simone Vagnozzi | Simone Vagnozzi | 2              | 4             |   |   |             |             |             |             |             |             |             |  |
|  | Pavol Červenák  | Pavol Červenák          | Pavol Červenák          | Pavol Červenák          | 6               | 3           | 4           |  |  |                 |                 |                 |                 |                 |                |               |   |   | Denis Kudla | Denis Kudla | Denis Kudla | Denis Kudla | 1           | 0           | 2           |  |
|  | Kamil Čapkovič  | Kamil Čapkovič          | Kamil Čapkovič          | Kamil Čapkovič          | Kamil Čapkovič  | 6           | 7           |  |  |                 |                 | Jerzy Janowicz  | Jerzy Janowicz  | Jerzy Janowicz  | Jerzy Janowicz | 6             | 6 | 6 |             |             |             |             |             |             |             |  |
|  | Franko Škugor   | Franko Škugor           | Franko Škugor           | Franko Škugor           | Franko Škugor   | 4           | 65          |  |  | Kamil Čapkovič  | Kamil Čapkovič  | Kamil Čapkovič  | Kamil Čapkovič  | Kamil Čapkovič  | 1              | 2             |   |   |             |             |             |             |             |             |             |  |
|  |                 | Peter Gojowczyk         | Peter Gojowczyk         | Peter Gojowczyk         | Peter Gojowczyk | 5           | 0r          |  |  | Jerzy Janowicz  | Jerzy Janowicz  | Jerzy Janowicz  | Jerzy Janowicz  | Jerzy Janowicz  | 6              | 6             |   |   |             |             |             |             |             |             |             |  |
|  | 24              | Jerzy Janowicz          | Jerzy Janowicz          | Jerzy Janowicz          | Jerzy Janowicz  | 7           | 0           |  |  |                 |                 |                 |                 |                 |                |               |   |   |             |             |             |             |             |             |             |  |

### Sezione 16
|  | Primo turno  | Primo turno       | Primo turno       | Primo turno       | Primo turno       | Primo turno | Primo turno |  |  | Secondo turno   | Secondo turno   | Secondo turno   | Secondo turno   | Secondo turno   | Secondo turno | Secondo turno |   |   | Terzo turno  | Terzo turno  | Terzo turno  | Terzo turno | Terzo turno | Terzo turno | Terzo turno |  |
|  |              |                   |                   |                   |                   |             |             |  |  |                 |                 |                 |                 |                 |               |               |   |   |              |              |              |             |             |             |             |  |
|  | 16           | Aljaž Bedene      | Aljaž Bedene      | Aljaž Bedene      | Aljaž Bedene      | 3           | 6(0)        |  |  |                 |                 |                 |                 |                 |               |               |   |   |              |              |              |             |             |             |             |  |
|  |              | James Duckworth   | James Duckworth   | James Duckworth   | James Duckworth   | 6           | 7           |  |  | James Duckworth | James Duckworth | James Duckworth | James Duckworth | 3               | 7             | 4             |   |   |              |              |              |             |             |             |             |  |
|  | Yuki Bhambri | Yuki Bhambri      | Yuki Bhambri      | Yuki Bhambri      | Yuki Bhambri      | 6           | 6           |  |  | Marc Gicquel    | Marc Gicquel    | Marc Gicquel    | Marc Gicquel    | 6               | 67            | 6             |   |   |              |              |              |             |             |             |             |  |
|  | Marc Gicquel | Marc Gicquel      | Marc Gicquel      | Marc Gicquel      | Marc Gicquel      | 4           | 0           |  |  |                 |                 |                 |                 |                 |               |               |   |   | Marc Gicquel | Marc Gicquel | Marc Gicquel | 6           | 0           | 3           | 2           |  |
|  |              | Zhang Ze          | Zhang Ze          | Zhang Ze          | 6                 | 4           | 6           |  |  |                 |                 | Andrej Kuznecov | Andrej Kuznecov | Andrej Kuznecov | 4             | 6             | 6 | 6 |              |              |              |             |             |             |             |  |
|  | WC           | David Rice        | David Rice        | David Rice        | 3                 | 6           | 2           |  |  | Zhang Ze        | Zhang Ze        | Zhang Ze        | Zhang Ze        | Zhang Ze        | 4             | 63            |   |   |              |              |              |             |             |             |             |  |
|  |              | Ričardas Berankis | Ričardas Berankis | Ričardas Berankis | Ričardas Berankis | 5           | 4           |  |  | Andrej Kuznecov | Andrej Kuznecov | Andrej Kuznecov | Andrej Kuznecov | Andrej Kuznecov | 6             | 7             |   |   |              |              |              |             |             |             |             |  |
|  | 32           | Andrej Kuznecov   | Andrej Kuznecov   | Andrej Kuznecov   | Andrej Kuznecov   | 7           | 6           |  |  |                 |                 |                 |                 |                 |               |               |   |   |              |              |              |             |             |             |             |  |